# Fridrik II. Veliki
Fridrik II. Veliki (Berlin, 24. siječnja 1712. – Potsdam, 17. kolovoza 1786.), pruski kralj (1740. – 1786.) iz vladarske kuće Hohenzollern. Sin je Fridrika Vilima I. kojeg je naslijedio 1740. godine. Bio je vladar prosvijećenog apsolutizma, veliki osvajač i reformator pruske države.

## Životopis
U mladosti se često sukobljavao s ocem, no poslije stječe njegovo povjerenje i naklonost.
Sudjelovao je u Ratu za austrijsku baštinu, za kojeg je u dva rata Austriji oduzeo Šlesku. Zatim je ojačao vojne snage i uključio se 1756. u Sedmogodišnji rat u savezu s Velikom Britanijom. Premda je ratovao s moćnim suparnicima; Austrijom, Francuskom i Rusijom, iskazao se kao sposoban vojskovođa i ratni strateg te je zajedno sa suparnicima sudjelovao u prvoj diobi Poljske i stekao Istočno Pomorje bez Gdanjska i Toruna.
Poslije rata radio je na gospodarskom oporavku zemlje, ali je velikim porezima izazvao nezadovoljstvo u narodu. U duhu prosvijećenog apsolutizma, proveo je reforme u zakonodavstvu i sudstvu te je ukinuo mučenje. Za njegove vladavine grade se kanali, ceste te otvaraju obvezne škole za mušku djecu.

## Pokrovitelj umjetnosti
Na svom je dvoru okupljao književnike, a i sam se bavio pjesništvom. Napisao je raspravu protiv Machiavellija Antimachiavell, te niz političkih, povijesnih i književnih djela.
Dopisivao se s Voltaireom, ali se kasnije razilazi s njegovim filozofsko-političkim stavovima.